# Хуедин
Хуедин (рум. Huedin, мађ. Bánffyhunyad) град је у Румунији, у северозападном делу земље, у историјској покрајини Трансилванија. Хуедин је пети по важности град округа Клуж.
Хуедин је према последњим проценама из 2007. године имао 9.658 становника.

## Географија
Град Хуедин налази се у северозападном делу историјске покрајине Трансилваније, око 60 km западно до Клужа, седишта округа.
Хуедин је смештен у северној подгорини планине Бихор. Град се налази у бреговитом подручју, на око 550 m надморске висине.

## Становништво
У односу на попис из 2002., број становника на попису из 2011. се смањио.
| 1966. | 1977. | 1992. | 2002. | 2011. |
| ----- | ----- | ----- | ----- | ----- |
| 7.834 | 8.378 | 9.961 | 9.955 | 9.346 |

Матични Румуни чине већину градског становништва Хуедина (58,5%), а од мањина присутни су у знатном уделу и Мађари (32,5%), као и Роми (9,0%). Мађари су почетком 20. века чинили око већину градског становништва. Град су некада насељавали и Немци и Јевреји.

## Галерија
- Градска реформатска црква
- Хуедин зими
- Народна архитектура у околини Хуедина